# Хайлигенхаус
Хайлигенхаус (нем. Heiligenhaus) — город в Германии, в земле Северный Рейн-Вестфалия.
Подчинён административному округу Дюссельдорф. Входит в состав района Меттман. Население составляет 27,0 тыс. человек (2009); в 2000 г. — 28,6 тысячи. Занимает площадь 27,47 км². Официальный код — 05 1 58 012.
Город подразделяется на 6 городских районов.

## Фотографии

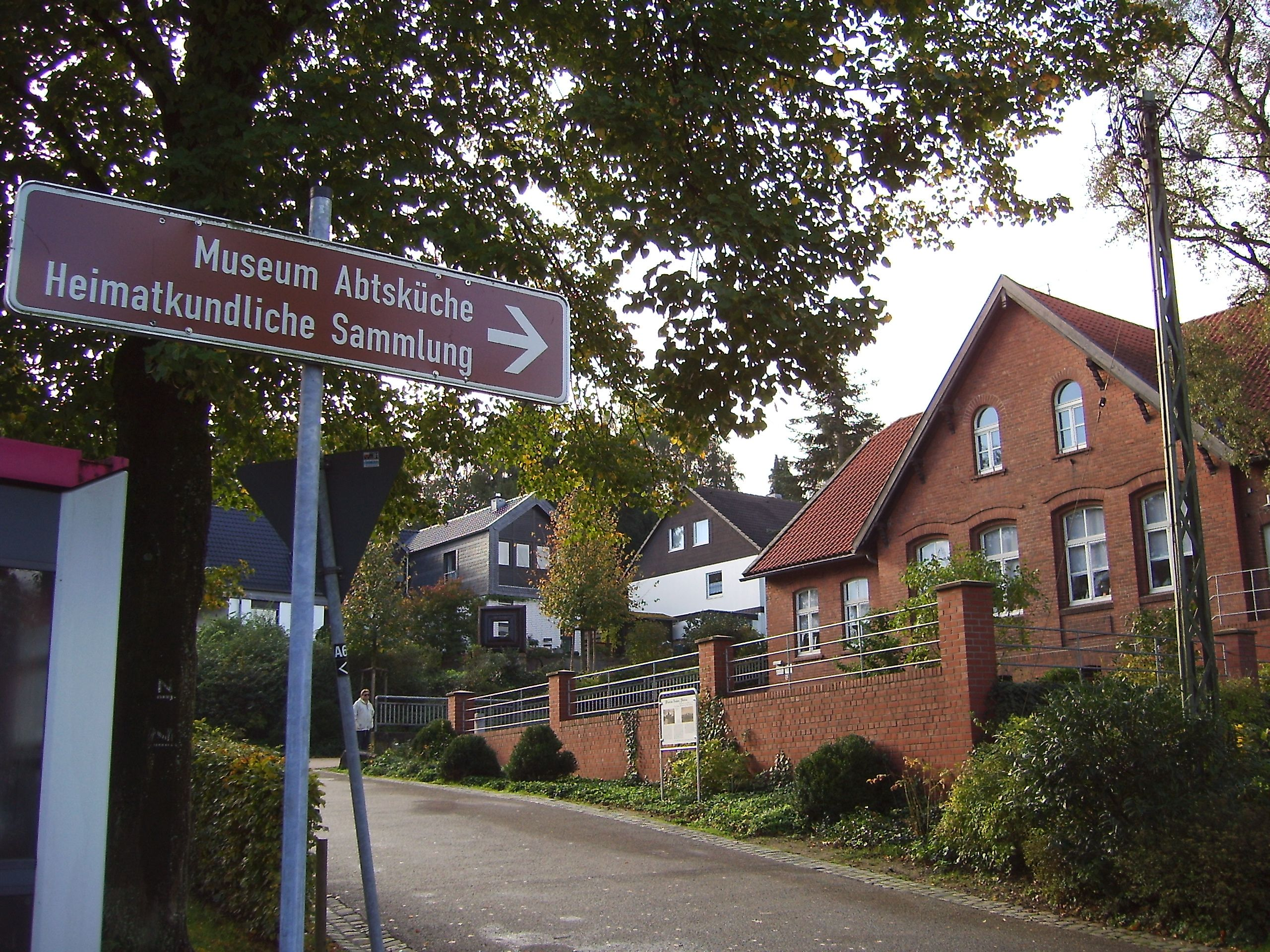
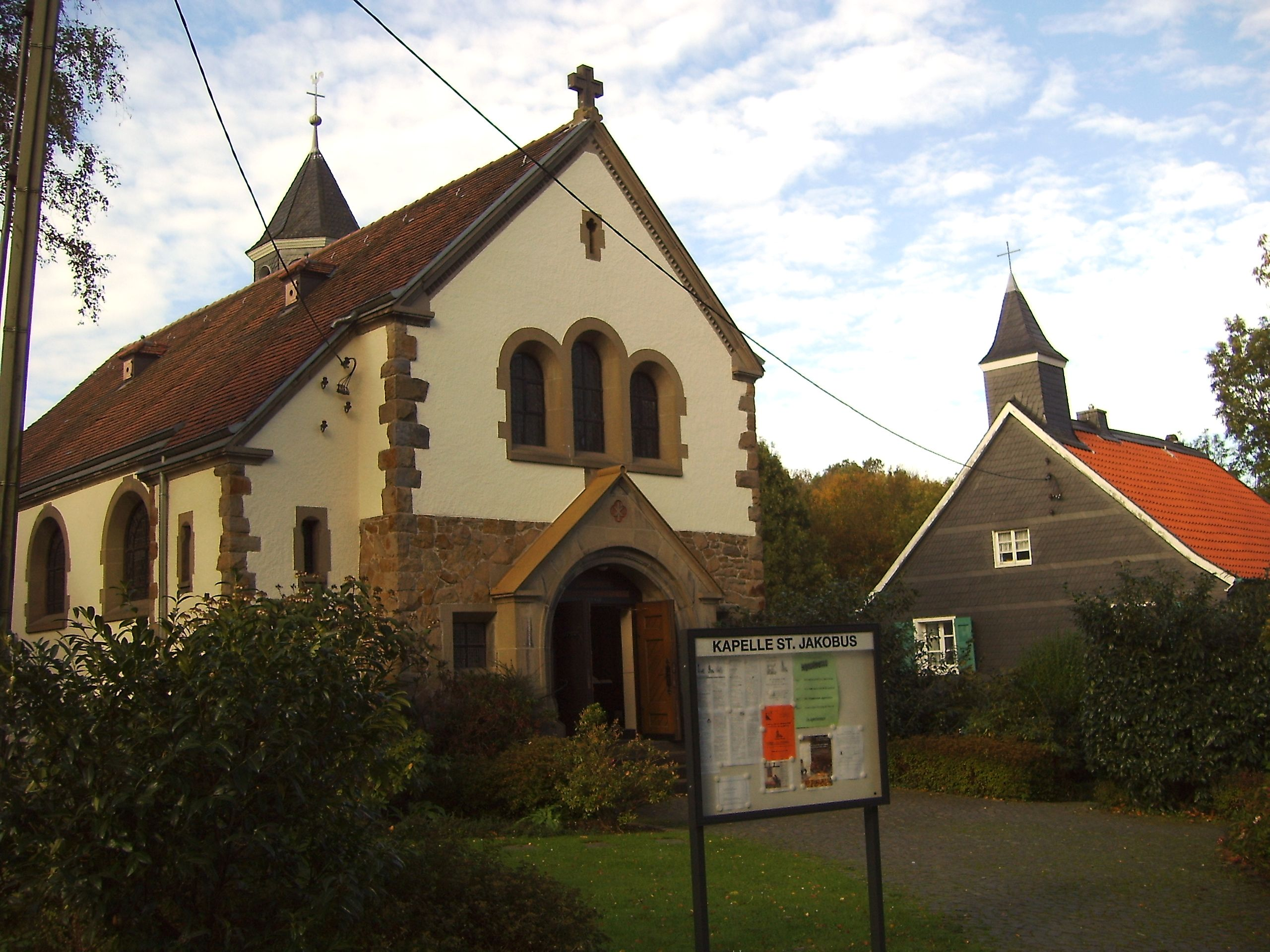
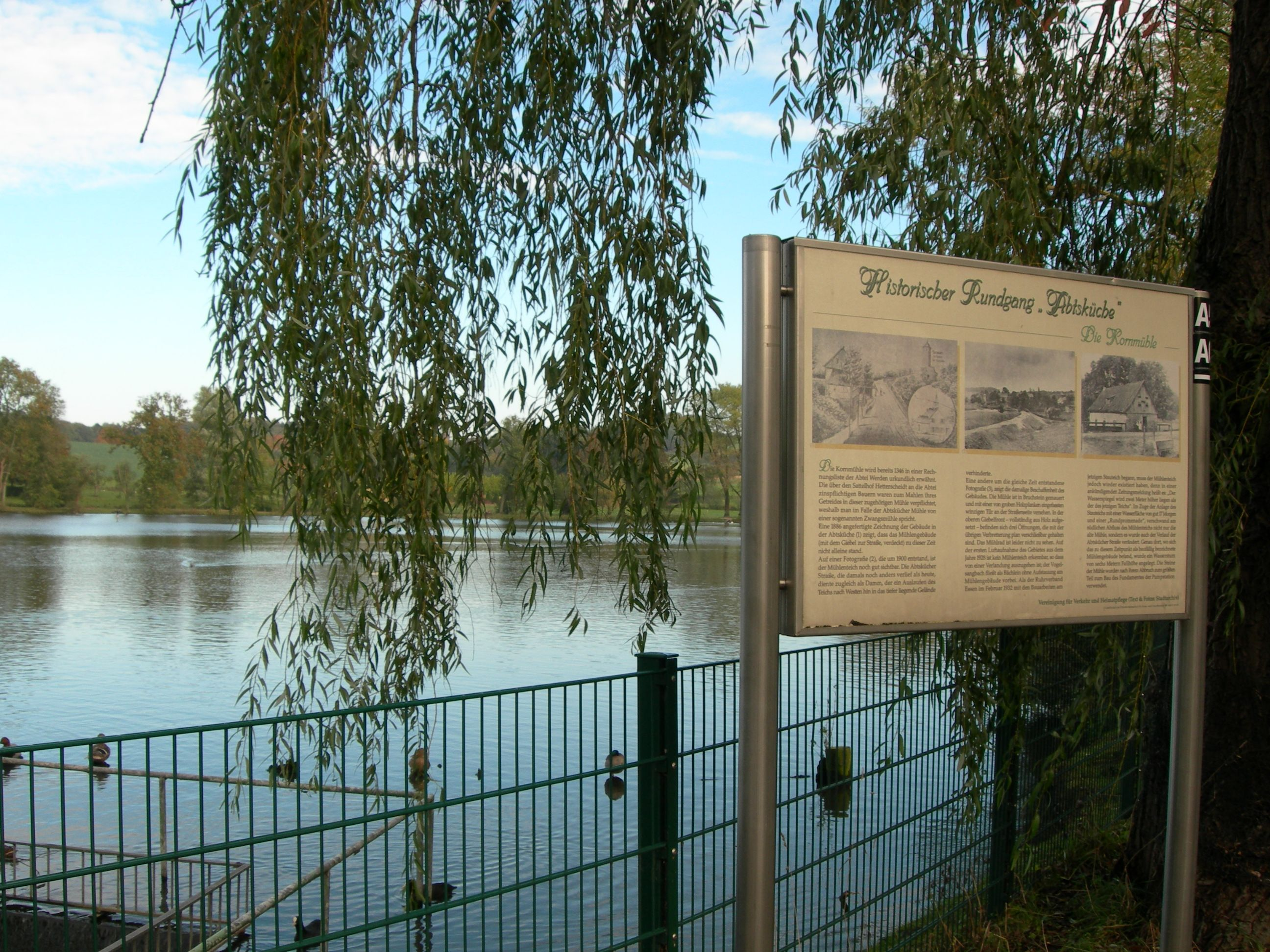